# Play blessures
Albums de Alain Bashung
Pizza
(1981) Figure imposée
(1983)
Singles
1. C'est comment qu'on freine
Sortie : 1982

Play blessures est le quatrième album studio d'Alain Bashung, paru en 1982 chez Philips.

## Historique
Après les succès de Gaby oh Gaby et Vertige de l'amour, Bashung entend profiter de cette gloire qui lui est tombée dessus, après l'avoir pourtant longtemps espérée en vain. L'image de légèreté de ces deux tubes colle mal avec son désir d'exploration artistique tous azimuts. 
Pour son nouvel album, Bashung décide de mettre un terme (provisoire) à sa collaboration avec son parolier Boris Bergman. Cependant, les deux hommes vont collaborer pour écrire quelques chansons qui seront proposées au téléfilm de Fernando Arrabal, Le Cimetière des Voitures dans lequel joue Alain. Ces chansons, parmi lesquels on retrouve Junge Männer  (présent sur l'album), Procession, Strip Now, Bistouri scalpel et l'inédit On n'a pas l'air sont enregistrés avec ses musiciens fétiches, le KGDD (Manfred Kovacic, Olivier Guindon, Franz Delage et Philippe Draï).
Fort de cette toute nouvelle collaboration, il entre en studio avec ses musiciens et enregistre l'album entièrement en "yaourt", c'est-à-dire sans aucun texte, dans un pseudo-anglais improvisé. Contrairement aux idées reçues, cet album a été créé dans une ambiance joyeuse, libre et débridée, sans aucune autre intention que l'exploration de nouveaux horizons sonores et musicaux. Ce n'est qu'une fois l'enregistrement terminé qu'il va apprendre que Serge Gainsbourg, qu'il n'aurait jamais osé approcher, serait enthousiaste pour une collaboration. Gainsbourg rendra hommage au talent créatif de Bashung en lui proposant la cosignature des textes (Gainsbourg n'avait jamais cosigné avec aucun artiste).

## Liste des titres de l'album
| No  | Titre                        | Auteur                                           | Durée |
| --- | ---------------------------- | ------------------------------------------------ | ----- |
| 1.  | C'est comment qu’on freine   | Serge Gainsbourg - Alain Bashung / Alain Bashung | 3:27  |
| 2.  | Scènes de manager            | Serge Gainsbourg - Alain Bashung / Alain Bashung | 3:45  |
| 3.  | Volontaire                   | Serge Gainsbourg - Alain Bashung / Alain Bashung | 4:07  |
| 4.  | Prise femelle (instrumental) | Alain Bashung                                    | 1:05  |
| 5.  | Martine boude                | Serge Gainsbourg - Alain Bashung / Alain Bashung | 3:36  |
| 6.  | Lavabo                       | Serge Gainsbourg - Alain Bashung / Alain Bashung | 3:17  |
| 7.  | J'envisage                   | Serge Gainsbourg - Alain Bashung / Alain Bashung | 4:37  |
| 8.  | J'croise aux Hébrides        | Serge Gainsbourg - Alain Bashung / Alain Bashung | 4:16  |
| 9.  | Junge Männer                 | Boris Bergman / Alain Bashung                    | 2:59  |
| 10. | Trompé d'érection            | Serge Gainsbourg - Alain Bashung / Alain Bashung | 3:17  |
| 11. | Strip now *                  | Boris Bergman / Alain Bashung                    | 4:35  |
| 12. | Bistouri scalpel *           | Boris Bergman / Alain Bashung                    | 4:17  |
| 13. | Procession (instrumental) *  | Alain Bashung                                    | 14:46 |

Les titres suivis d'un astérisque sont disponibles uniquement sur les rééditions des intégrales de 1993 et 2002, extraits de la bande originale du film Le cimetière des voitures de Fernando Arrabal.

### 45 tours extrait de l'album
- 1982 : C'est comment qu'on freine? / Trompé d'érection

## Accueil critique
S'il bénéficie aujourd'hui du statut d'album culte, il reçut à sa sortie un accueil critique plus que réservé. À l'exception de Libération, la presse se montre réticente, voire hostile, face à cet ovni, Bashung se faisant même traiter de « Johnny Hallyday de la new wave ». 
Par la suite, sa réputation a grandi au point qu'il est maintenant considéré comme l'un des meilleurs albums français. En 1995, Rock & Folk le place dans sa liste des meilleurs albums parus entre 1965 et 1995 et, en 1999, il est à nouveau présent dans leur liste des meilleurs albums parus entre 1963 et 1999. En 1993, Télérama le place déjà dans sa liste des meilleurs albums de tous les temps.
Hervé Bourhis l'a inclus dans sa liste des 555 albums indispensables, et le défunt magazine Volume l'a également inclus en 2008 dans sa liste des « albums qui ont changé le monde ».
L'album est inclus dans l'ouvrage Philippe Manœuvre présente : Rock français, de Johnny à BB Brunes, 123 albums essentiels.
Le 28 mars 2011 a été présenté au Théâtre Marigny, à Paris, [Re]Play Blessures, un spectacle écrit par Pierre Mikaïloff et Arnaud Viviant, qui raconte la naissance de Play Blessures. Irène Jacob en assurait la lecture, tandis que se succédaient sur scène : Alain Chamfort, pour interpréter Chasseur d’ivoire, Boris Bergman pour Junge Männer, Axel Bauer pour C’est comment qu’on freine ?, Barbara Carlotti pour Lavabo, Irène Jacob et Florent Marchet pour Volontaire, et Joseph d'Anvers pour J’envisage. La direction musicale du projet avait été confiée à Frédéric Lo, épaulé par le groupe RoCoCo.
En juillet 2013, aux Francofolies de La Rochelle, Gaëtan Roussel présente le spectacle Re-Play Blessures dans lequel il réinterprète l'album.
En septembre 2013, Benjamin Siksou et HornDogz reprennent Lavabo sur le maxi vinyle One Night Stand Sessions.

## Musiciens
- Alain Bashung -  voix, guitare
- Olivier Guindon - guitare
- Philippe Draï - batterie, percussions, harmonica, boîte à rythmes
- Manfred Kovacic (« le prince de Clichy ») - synthétiseur, piano, saxophone
- François Delage - basse
- Roland Panza - guitare sur Junge Männer et J'envisage